# Yumileidi Cumbá
Yumileidi Cumbá (Guantánamo, 11 febbraio 1975) è un'ex pesista cubana, vincitrice della medaglia d'oro alle Olimpiadi di Atene 2004.

## Biografia
All'interno della sua lunga carriera, ha ottenuto il suo risultato più importante alle Olimpiadi di Atene 2004.
In finale, proprio all'ultimo tentativo riuscì a superare la tedesca da Nadine Kleinert con un lancio a 19,59 metri conquistando così la medaglia d'argento.
La vincitrice fu la russa Irina Korzhanenko che però, pochi giorni dopo, venne squalificata perché trovata positiva ad un test antidoping.
Quell'ultimo lancio che la portò all'argento le valse così il titolo olimpico.
Ha ottenuto il suo record personale di 19,97 metri nel 2004 ai campionati Ibero-Americani tenutisi a Huelva.

## Palmarès
| Anno | Manifestazione      | Sede             | Evento         | Risultato | Misura  | Note                                     |
| ---- | ------------------- | ---------------- | -------------- | --------- | ------- | ---------------------------------------- |
| 1992 | Mondiali juniores   | Seul             | Getto del peso | 4ª        | 17,06 m |                                          |
| 1994 | Mondiali juniores   | Lisbona          | Getto del peso | Argento   | 18,09 m |                                          |
| 1995 | Giochi panamericani | Mar del Plata    | Getto del peso | Bronzo    | 18,47 m |                                          |
| 1999 | Mondiali indoor     | Maebashi         | Getto del peso | 6ª        | 17,80 m |                                          |
| 1999 | Giochi panamericani | Winnipeg         | Getto del peso | Argento   | 18,67 m |                                          |
| 1999 | Universiadi         | Palma di Maiorca | Getto del peso | Oro       | 18,70 m |                                          |
| 1999 | Mondiali            | Siviglia         | Getto del peso | 6ª        | 18,44 m |                                          |
| 2000 | Olimpiadi           | Sydney           | Getto del peso | 6ª        | 18,70 m |                                          |
| 2001 | Mondiali indoor     | Lisbona          | Getto del peso | 5ª        | 18,61 m |                                          |
| 2001 | Universiadi         | Pechino          | Getto del peso | Oro       | 18,90 m |                                          |
| 2001 | Mondiali            | Edmonton         | Getto del peso | 8ª        | 18,73 m |                                          |
| 2003 | Mondiali indoor     | Birmingham       | Getto del peso | 6ª        | 19,19 m | Miglior prestazione personale            |
| 2003 | Giochi panamericani | Santo Domingo    | Getto del peso | Oro       | 19,31 m | Miglior prestazione personale stagionale |
| 2004 | Mondiali indoor     | Budapest         | Getto del peso | Argento   | 19,31 m | Miglior prestazione personale            |
| 2004 | Olimpiadi           | Atene            | Getto del peso | Oro       | 19,59 m |                                          |
| 2005 | Mondiali            | Helsinki         | Getto del peso | 4ª        | 18,64 m | [ 2 ]                                    |
| 2006 | Mondiali indoor     | Mosca            | Getto del peso | 5ª        | 18,28 m |                                          |
| 2007 | Giochi panamericani | Rio de Janeiro   | Getto del peso | Argento   | 18,28 m |                                          |
| 2007 | Mondiali            | Osaka            | Getto del peso | 11ª       | 17,93 m |                                          |
| 2008 | Campionati CAC      | Cali             | Getto del peso | Argento   | 18,10 m |                                          |
| 2008 | Olimpiadi           | Pechino          | Getto del peso | 20ª       | 17,60 m |                                          |